# Ню Орлиънс Сейнтс
Ню Орлиънс Сейнтс (на английски: New Orleans Saints) е отбор по американски футбол, базиран в Ню Орлиънс, Луизиана. Състезават се в Южната дивизия на Националната футболна конференция на Националната футболна лига.
Сейнтс са създадени през 1967 и първите им 12 сезона са губещи. През 1979 за първи път стигат до 8 победи и 8 загуби, а първият им печеливш сезон е 1987 (12 – 3), след който следва и първо участие в плейофите, където отпадат от Минесота Вайкингс. През 2000 Ню Орлиънс записват първата си победа в плейофите – 31 – 28 срещу Сейнт Луис Рамс. 2009 е най-успешната година в историята на отбора и те печелят Супербоул XLIV.

## Факти
Основан: през 1967
Основни „врагове“:: Атланта Фалкънс, Тампа Бей Бъканиърс, Каролина Пантърс, Чикаго Беърс, Минесота Вайкингс
Носители на Супербоул: (1)
- 2009

Шампиони на конференцията: (1)
- НФK:  2009

Шампиони на дивизията: (5)
- НФK Запад:1991, 2000
- НФК Юг:2006, 2009, 2011

Участия в плейофи: (10)
- НФЛ: 1987, 1990, 1991, 1992, 2000, 2006, 2009, 2010, 2011, 2013